# كانتون هواكويياس
كانتون هواكويياس (بالإنجليزية: Huaquillas Canton)‏ هو كانتون في الإكوادور، يتبع مقاطعة إل أورو.